# Mittenothamnium saproadelphus
Mittenothamnium saproadelphus är en bladmossart som beskrevs av Jules Cardot 1913. Mittenothamnium saproadelphus ingår i släktet Mittenothamnium och familjen Hypnaceae. Inga underarter finns listade i Catalogue of Life.